# Île Dirk Hartog
L'île Dirk Hartog est une île australienne de l'océan Indien située au large de la côte ouest de l'Australie-Occidentale, à l'entrée de la baie Shark, golfe classé au patrimoine mondial de l'UNESCO, et à 850 kilomètres au nord de Perth, la capitale de l'État.

## Géographie
Elle mesure environ 80 kilomètres de long, trois à quinze kilomètres de large et a une superficie de 620 kilomètres carrés. C'est la plus grande et la plus occidentale des îles de l'État. Elle est constituée de dunes de sable couvertes de graminées. Elle sert à élever des ovins (6 000 moutons et 1 500 chèvres) mais elle est surtout devenue un lieu de tourisme et de pêche.
L'île est le principal point de ponte de l'État pour les tortues caouannes et les tortues vertes. Elle a été constituée comme parc national en 2009.

## Histoire

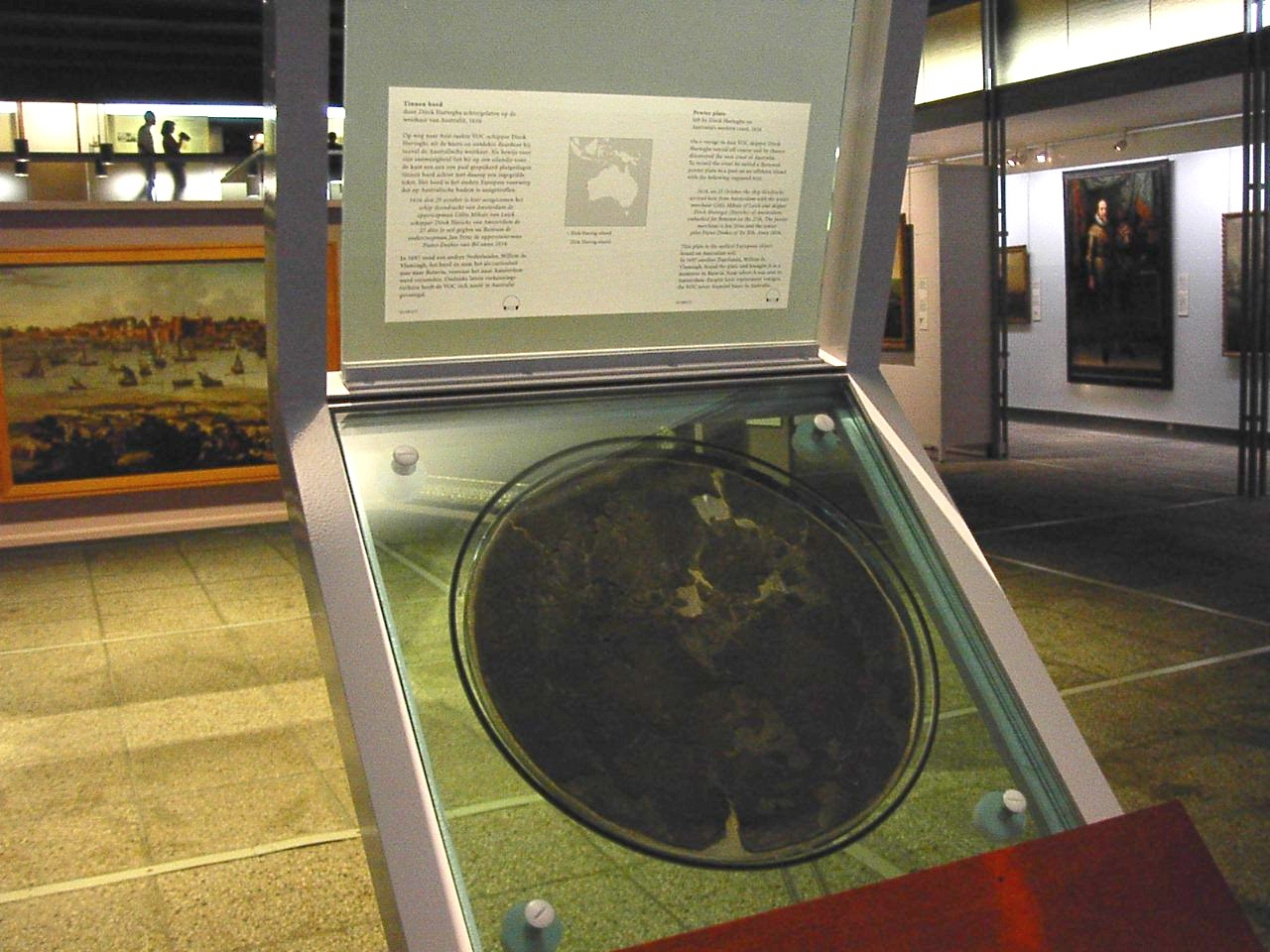
L'assiette d'Hartog au Rijksmuseum d'Amsterdam

L'île est découverte le 25 octobre 1616 par le capitaine néerlandais Dirk Hartog avec son bateau, l'Eendracht, alors qu'il se rend du Cap à Batavia. Hartog laisse en souvenir de son passage sur l'île une assiette en étain qu'il fixe sur un arbre, l'assiette d'Hartog.
En 1697, le capitaine néerlandais Willem de Vlamingh fait escale sur l'île et découvre l'assiette. Il la remplace par l'une des siennes et ramène l'autre à Amsterdam, où elle se trouve à l'heure actuelle au Rijksmuseum.
Le 28 mars 1772, le navigateur breton Louis Aleno de Saint-Aloüarn met pied à terre sur l'île et devient le premier Européen à prendre officiellement possession de l'Australie occidentale au nom du roi français Louis XV. Une cérémonie a lieu le 30 mars au cours de laquelle une ou plusieurs bouteilles sont enterrées sur l'île dont l'une d'elles est enregistrée comme contenant un document d'annexion et une pièce de monnaie. En 1998, un bouchon de bouteille en plomb et une pièce d'écu sont découverts à Turtle Bay par une équipe menée par Philippe Godard et Max Cramer. Cette découverte déclenche une recherche plus large par une équipe de la Western Australian Museum dirigée par Myra Stanbury, avec Bob Sheppard, Bob Creasy et le Dr Michael McCarthy. Le 1er avril 1998, une bouteille intacte portant une casquette de plomb identique à celle retrouvée plus tôt, également avec une pièce à l'intérieur, est déterrée. Aucune trace d'un document d'annexion n'a encore été trouvée.
En 1801, l'île est visitée par une expédition française à bord du Naturaliste, dirigée par le capitaine Emmanuel Hamelin. Cette expédition trouve l'assiette de Vlamingh presque enfouie dans le sable, son poteau ayant pourri. Le capitaine ordonne alors qu'il soit ré-érigé dans sa position initiale. En 1818, l'Uranie avec l'explorateur français Louis de Freycinet, qui avait été officier en 1801 dans l'équipage de Hamelin, envoie un bateau sur l'île pour récupérer l'assiette de Vlamingh. Finalement arrivée à Paris, elle restera perdue durant plus d'un siècle. Retrouvée en 1940, elle retourne en Australie en 1947, où elle peut maintenant être observée dans le Western Australian Maritime Museum à Fremantle, en Australie-Occidentale.
L'île Dirk Hartog est reconnu comme parc national en 2009.